# 西螺交流道
西螺交流道為臺灣國道一號的交流道，位於臺灣雲林縣西螺鎮，指標為230k，是雲林縣北部的主要聯外交流道。因西螺交流道與西螺服務區相距僅四百公尺，兩者共用出入口匝道。
|            | 230 西螺 |  | 西螺 莿桐 |
| 西螺服務區 | 230 西螺 |  |           |

## 鄰近公路
- 台1線
- 雲42線
- 雲46線

## 外部連結
- 國道一號西螺交流道示意圖 （页面存档备份，存于）（交通部高速公路局）